# VidCon

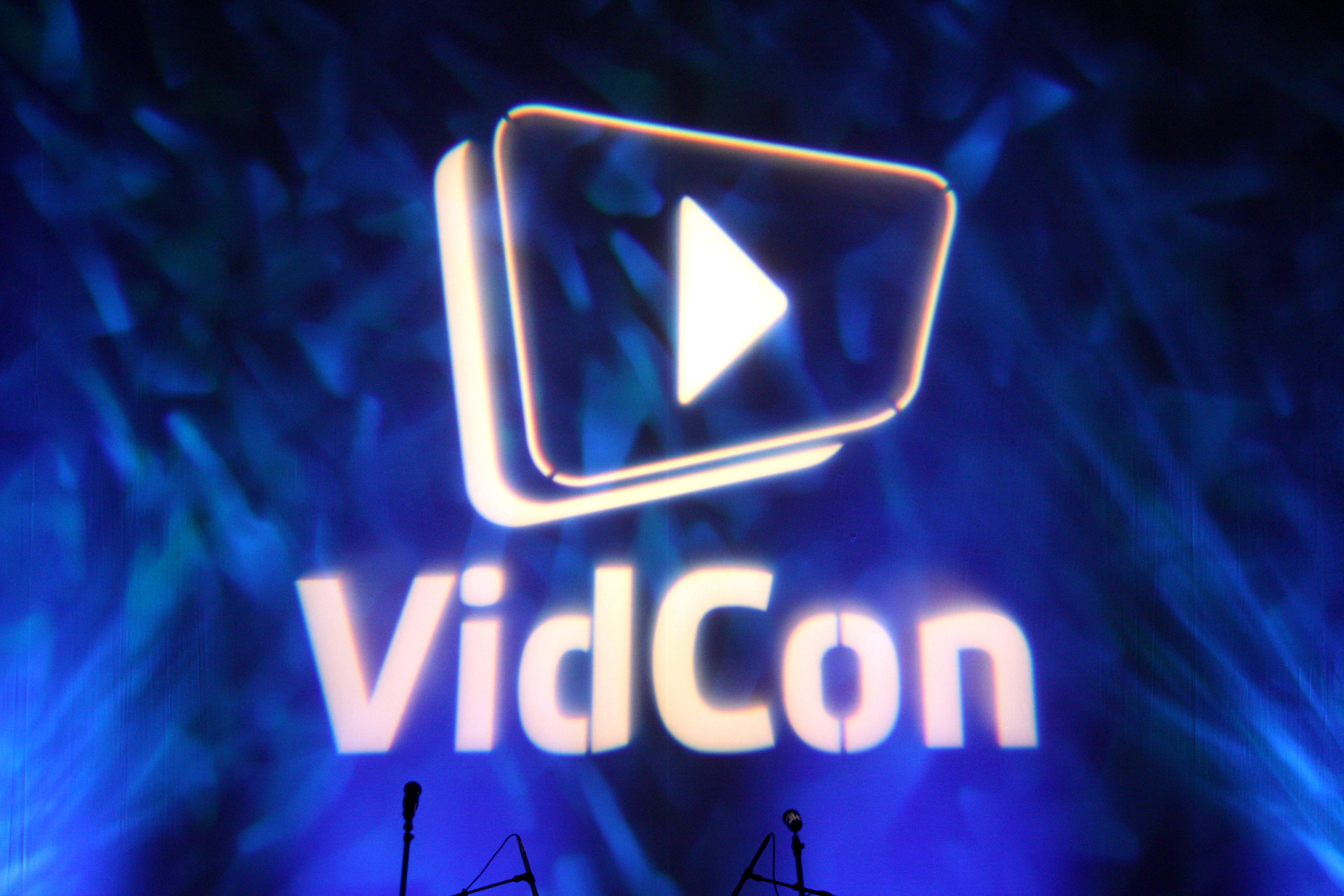
Záběr z VidConu v roce 2012

VidCon je více žánrová online video konference a festival konající se každoročně v Jižní Kalifornii od roku 2010. Prvnotní nápad založit tuto akci měli John Green a Hank Green, je největší svého druhu na světě, dá se přirovnat například k českému Utuberingu, prezentují se tu tvůrci YouTube videí - youtubeři, vlogeři. V roce 2015 VidCon navštívilo necelých 20 000 lidí.